# اوگو برلی
اوگو برلی (اسپانیایی: Hugo Berly‎; ۳۱ دسامبر ۱۹۴۱ – ۲۴ دسامبر ۲۰۰۹) بازیکن فوتبال اهل شیلی بود.

## باشگاهی
از باشگاه‌هایی که در آن بازی کرده‌است می‌توان به باشگاه ورزشی آئوداکس ایتالیانو اشاره کرد.

## تیم ملی
وی همچنین در تیم ملی فوتبال شیلی بازی کرده‌است.